# Большегабдіново
Большегабді́ново (рос. Большегабдиново, башк. Оло Ғәбдин) — присілок у складі Абзеліловського району Башкортостану, Росія. Входить до складу Баїмовської сільської ради.
Населення — 180 осіб (2010; 195 в 2002).
Національний склад:
- башкири — 100%